# Список сонячних бур
Сонячні бурі різних типів —  спричинені збуреннями на Сонці, найчастіше корональними хмарами та виникають внаслідок спалахів на Сонці, які виходять з активних областей сонячних плям або з корональних дір. Незначні або активні сонячні бурі (тобто бурі, обмежені вищими широтами) можуть виникати за умов підвищеного фонового сонячного вітру, коли геліосферне магнітне поле перебуває в орієнтації на південь, у бік Землі (що також призводить до набагато сильніших умов шторму з джерел, пов'язаних із CME).
Сплески індексу Dst спостерігаються і фіксуються Астрокосмічним центром ФІАН, Національним управлінням океанічних і атмосферних досліджень (англ. — National Oceanic and Atmospheric Administration, NOAA) та Світовим центром даних з геоінформатики та сталого розвитку в Кіото (Японія).
Спалахи оцінюються на основі їх рентгенівської яскравості в діапазоні довжин хвиль від 1 до 8 Å, як це було виявлено геостаціонарними експлуатаційними супутниками спостереження за довкіллям GOES.
Класи спалахів визначаються наступним чином:
- Спалахи класу X: — це найсильніші спалахи. Вони можуть викликати відключення радіозв’язку на Землі та тривалі радіаційні бурі у верхніх шарах атмосфери. Числовий суфікс надає більше деталей щодо їхньої сили, при цьому X2 є вдвічі інтенсивнішим за X1, X3 є втричі інтенсивнішим і так далі;
- Спалахи класу М: — це спалахи середнього розміру, які можуть спричинити короткочасні відключення радіозв’язку, що впливає на полярні регіони Землі. Незначні радіаційні бурі можуть слідувати за спалахом класу М;
- Спалахи класу C: — це невеликі спалахи з мало помітними наслідками для Землі.

Спалахи класу B і A: вони ще менші з мінімальним впливом на Землю або зовсім не впливають на нього.

## Інноваційні технології досліджень
17 квітня 2024 року, стартувала місія NASA Hi-C Flare з використанням інноваційної технології та нового алгоритму для прогнозування поведінки сонячних спалахів. Того ж ня, NASA успішно запустила з дослідницького полігону Poker Flat на Алясці (США) зондуючу ракету Black Brant IX для отримання детальних зображень Сонця. Дана місія знаменує собою значний прогрес у вивченні сонячних явищ із залученням багатьох інструментів і співпрацею кількох дослідницьких установ. Після місяців підготовки та років після останнього польоту, оновлена місія високої роздільної здатності Coronal Imager Flare (скорочено Hi-C Flare) піднялася в небо, щоб побачити сонячні спалахи, яких раніше не бачили. Камери з низьким рівнем шуму, створені в Центрі космічних польотів NASA імені Маршалла в Хантсвіллі, штат Алабама (США), є частиною набору найсучасніших інструментів на борту зондуючої ракети. Використовуючи нову технологію, дослідники сподіваються вивчити екстремальні енергії, пов’язані з сонячними спалахами.

## Перелік найбільших бур

### Події, на які вказують багато досліджень
| Назва                                                                                   | Дата                 |
| --------------------------------------------------------------------------------------- | -------------------- |
|                                                                                         | 5410 р. до н. е..    |
| Полярне сяйво (ймовірно) під час спалаху, яке було зафіксоване в ассирійських хроніках. | 664—663 рр. до н. е. |
| Пік космогенного ізотопу вуглецю-14 в 774 році.                                         | 774—775 рр.          |
| Пік космогенного ізотопу вуглецю-14 в 993 році.                                         | 993—994 рр.          |

### Прямі вимірювання та/або візуальні спостереження
| Назва | Дата                         |
| --- | ---------------------------- |
| Тривала сильна екстремальна геомагнітна буря, що викликала полярне сяйво до магнітної широти 28,8° (MLAT) та інваріантної широти 33,0° (ILAT). | березень 1582 р.             |
| Явище всеєвропейського масштабу. | 1709 p.                      |
| Інтенсивний геошторм, за рівнем, як подія 1989 року, але менш інтенсивний, ніж подія Керрінгтона. | лютий 1730 р.                |
| І. | вересень 1770 р.             |
| Подія Керрінгтона, найбільш екстремальний шторм із зафіксованих. Повідомлялося, що телеграфні машини били струмом операторів та спричиняли невеликі пожежі; полярне сяйво було видиме в тропічних районах; уперше встановлений зв'язок спалахів із геомагнітними збуреннями. Екстремальний шторм безпосередньо передував події наприкінці серпня. | вересень 1859 р.             |
| I. | лютий 1872 р.                |
| Аврора 17 листопада 1882. | листопад 1882 р.             |
| Екстремальна буря, оцінена в Dst -531 нТл, виникла внаслідок швидкої СМЕ (середнє значення ≈1500 км/с), сталася під час висхідної фази мінімуму відносно слабкого 14-го сонячного циклу, що стало найзначнішою бурею за весь час спостережень сонячного мінімального періоду. Полярне сяйво спостерігалося на ≈44,1° ILAT, відбувалися масові збої та надмірна зарядка телеграфних систем. | жовтень 1903 р.              |
| Геошторм, який досяг -595 нТл, що можна порівняти з подією у березні 1989 року. | вересень 1909 р.             |
| Найбільш відома екстремальна геомагнітна буря 1921 року інтенсивністю −907 ± 132 нТл; задокументований найдальший екватор (найнижча широта) полярного сяйва; спостерігались перегоряння запобіжників, електроприладів та телефонних станцій; спричинені пожежі на сигнальних вежах та телеграфній станції; повне відключення зв'язку тривало кілька годин. | травень 1921 р.              |
| Геомагнітна буря січня 1938. Полярні сяйва, викликані бурею, спостерігалися по всій Європі, включаючи Португалію та Сицилію, а також в Південній Каліфорнії, на Бермудах і в Південній Австралії. На 12 годин були повністю перервані трансатлантичні радіокомунікації. Останній раз подібне явище всеєвропейського масштабу спостерігалося в 1709 році. | січень 1938 р.               |
| І. | вересень 1941 р.             |
| Dst — 512 нТл. | березень 1946 р.             |
| І. | вересень 1957 р.             |
| І. | лютий 1956 р.                |
| I | лютий 1958 р.                |
| I | липень 1959 р.               |
| Сигналами невідомого походження паралізовані радари попередження про ракетний напад та інші військові засоби НАТО. У США було оголошено бойову тривогу, готувалися до вильоту бомбардувальники з ядерними боєприпасами і запуск міжконтинентальних балістичних ракет. Світ опинився на межі ядерної катастрофи. | 23 травня 1967 р.            |
| Вкрай сильний геошторм 1972 року. викликав припинення зв'язку по кабелю між містами Плано і Каскад (США). Також вийшов з ладу потужний трансформатор на гідроелектростанції у штаті Британська Колумбія (США)nbsp;р., в один з днів американо-в'єтнамської війни, відбулася унікальна подія: магнітна буря спровокувала несанкціонований підрив двох десятків магнітних морських мін. | 11-17 листопада 1972 р.      |
| Непередбачене швидке гальмування в атмосфері і падіння космічної лабораторії «Skylab» (США). Подібна доля спіткала і радянську орбітальну станцію «Салют-5» в липні — серпні 1977 р. | липень 1979 р.               |
| Вплив сонячного спалаху 14 липня 2001 року «День взяття Бастилії» на галактичні космічні промені з енергією >70 МеВ, що спостерігаються у V1 і V2 у далекій геліосфері. Найсильніший шторм космічної ери за кількома показниками. Відключено електромережу провінції Квебек потужністю 20 ГВт (Канада). Без електроенергії залишились 3 млн осіб. Перервався зв'язок у декаметровому діапазоні радіохвиль. У метровому діапазоні, навпаки, різко збільшилася дальність поширення радіохвиль, що істотно погіршило завадну обстановку. Орбіта ряду ШСЗ зменшилася на 3—7 км. | березень 1989 р.             |
| I. | серпень 1989 р.              |
| Полярні сяйва були помітні в США аж на південь до Техасу. | листопад 1991 р.             |
| I. | квітень 2000                 |
| I | квітень 2001 р.              |
| Швидкий рух CME викликав яскраві полярні сяйва в США, аж на південь - до штатів Техасу, Каліфорнії та Флориди. | листопад 2001 р.             |
| Сонячна буря Гелловіну 2003 одна з найбільш інтенсивних бур космічної ери, сталися аварії в енергосистемі м. Мальме (Швеція), в штатах Нью-Йорк і Вісконсин (США), порушення функціонування систем телекомунікацій та GPS-навігації, вихід з ладу багатьох ШСЗ різних країн (втрата зв'язку, вихід з ладу телеметрії, відключення комп'ютерів і т. ін.). | жовтень-листопад 2003 р.     |
| I. | 7—10 листопада 2004 р.       |
| I. | січень 2005 р.               |
| Надшвидкий CME 2012, спрямований далеко від Землі, з характеристиками, що можливо зробили б його штормом класу Керрінгтон. | липень 2012 р.               |
| dst -125 нТл. X8.2. | 28 травня 2017 р.            |
| dst -174 нТл. | 26 серпня 2018 р.            |
| Шторм X1.9-class flare. Спричинив тимчасове, але потужне відключення радіозв'язку в деяких частинах Південної та Центральної Америки, а також Тихого океану. | 9 січня 2023 р.              |
| Магнітна буря категорії G2. Перший контакт корональної маси Сонця із Землею утворив слабку магнітну бурю категорії G1, яка посилилася до G2 18 лютого. | 17 лютого 2023 р.            |
| Шторм X2.1-class flare. Авіатори та радіоаматори помітити втрату сигналу та інші незвичайні ефекти розповсюдження на частотах нижче 30 МГц протягом години після спалаху. | 3 березня 2023 р.            |
| Спалах X1.2-class flare. На освітленій стороні Землі різко погіршився, а місцями й зовсім зник високочастотний радіозв'язок. | 29 березня 2023 р.           |
| Спалах класу М3.0. Сонячний вітер, що долетів до Землі, порушив на нашій планеті та в її околицях радіозв'язок на коротких хвилях. | 6 квітня 2023 р.             |
| Спалах X1.7-class flare. В ніч на 24 квітня 2023 року, мешканці багатьох областей України спостерігали Північне сяйво, в ході якого небо було забарвлене у яскраво-рожевий колір та супроводжувалося яскравими різнокольоровими спалахами. Полярне сяйво також спостерігали над містами Білорусі, причиною якого стала дія жорсткої геомагнітної бурі G4 (Kp=8), пов'язаної з прибуттям до Землі викиду корональної маси, який стався 21 квітня на Сонці. | 21 квітня 2023 р.            |
| Спалах класу М9.6. Згідно повідомлення NOAA, спалах був достатньо потужним, щоб порушити високочастотні радіосигнали в Північній Америці, Центральній Америці та Південній Америці. потужний сонячний спалах, який вивільнив радіацію, спричинила відключення радіозв'язку на Землі. Проте чітких повідомлень про наслідки, наприклад відключення світла, яке тривало понад 10 хвилин або події, які завадили авіаруху — не було. | 16 травня 2023 р.            |
| Спалахи класу М2.5 та M1.4. Згідно повідомлення NOAA, M-спалахи вплинули на роботу низькочастотного радіозв'язку, яким користуються командири повітряних та надводних кораблів. Відбувалося відключення низькочастотних радіосигналів на рівні R1. Перший випадок відключення було зареєстровано над Атлантичним океаном, на захід від узбережжя Північної Африки. Другий торкнувся східного узбережжя Китаю. | 18-19 червня 2023 р.         |
| Спалах класу X1.0-class flare. Неочікувано сильний масштабний спалах на Сонці, що стався у величезній сонячній плямі під назвою AR3354, яка в 7 разів більша за діаметр Землі, спричинив коротке (протягом 30 хв.), але інтенсивне радіозатемнення та відключення короткохвильового радіозв'язку в західній частині Північної Америки, а також у деяких частинах Тихого океану. | 2 липня 2023 р.              |
| Спалах класу G1. Пік магнітної бурі відбувся 18 липня з 09:00 до 12:00 (за київським часом), в ході якого активність коливань досягла свого піку, загалом ця геомагнітна буря досягла середньої інтенсивності (2-3 бали). | 16 липня 2023 р.             |
| Спалах класу G2. Згідно повідомлення NOAA, в результаті коронального викиду маси на Сонці, 19 та 20 вересня на Землі відбулася геомагнітна буря рівня G2. Внаслідок цього, очікуються короткочасні відключення та збої в роботі систем навігації. | 19-20 вересня 2023 р.        |
| Спалах класу Х-class flare. Згідно повідомлення NOAA, на Сонці в області сонячних плям AR3500, недалеко від центру сонячного диска, зафіксовано дуже потужний спалах, який у сотні разів сильніший! за той, що багато мешканців європейського континенту могли бачити 6 листопада цьогоріч у вигляді полярних сяйв. | 29-30 листопада 2023 р.      |
| Спалах класу Х2.8-class flare. Спалах став найсильнішим за останні шість років спостереження за Сонцем. За даними радіолокації, спалах супроводжувався викидом коронарної маси, що рухається в бік Землі, де вже спостерігаються збої в радіозв'язку. | 14 грудня 2023 р.            |
| Спалах класу Х3.3-class flare. Спалах, який вважається одним з найсильніших, стався в районі сонячної плями AR3576. Призвів до помірного відключення радіозв'язку в Південній Америці, частині Африки та Атлантики. | 9 лютого 2024 р.             |
| Спалах класу X1.8-class flare. Спалах досяг свого максимуму о 18:07 (за східним часом). | 21 лютого 2024 р.            |
| Спалах класу X1.7-class flare. Спалах досяг свого максимуму о 01:32 (за східним часом). | 22 лютого 2024 р.            |
| Спалах класу X6.3-class flare. Спалах досяг свого максимуму о 17:34 (за східним часом). | 22 лютого 2024 р.            |
| Спалах класу М7.4. Спалах стався о 12:00 UTC, о 14:00 (за київським часом) і закінчився о 12:20, тобто о 14:20 (за київським часом) на сонячній плямі AR3599, де такої активності не передбачалось. Через 8 хвилин після початку події, в Африці та на півдні Атлантики, зник зв’язок на 30 хвилин. Це стало результатом потужного потоку рентгенівських та ультрафіолетових випромінювань, що досяг Землі. | 10 березня 2024 р.           |
| Спалах класу G1. Спалах стався приблизно о 01:00 (за Гринвічем) та о 03:00 (за київським часом). Виверження призвело до двох викидів корональної маси, перший з яких був спрямований на південний схід, а другий - на південний захід, але обидва були спрямовані в бік нашої планети. У другій половині дня 20 березня на Землі спостерігалися періоди активних умов і магнітна буря класу G1. Спостерігалися слабкі коливання в електромережах, незначний вплив на роботу супутників і полярні сяйва. | 17 березня 2024 р.           |
| Спалахи класу X1.2(X1.3)-class flare та X4.5-class flare. Спалахи силою 6-7 балів сталися в період з 30 квітня по 4 травня 2024 року. 5 травня сила сонячної бурі сягнула 5 балів, яка за К-індексом вважається сильною. Сонячна пляма AR3663, яка швидко зростала, стала найактивнішою плямою 25-го сонячного циклу. Лише 5 травня вона випустила два спалахи X-класу (найсильніші) і шість спалахів M-класу (середньої сили). Кожен з цих спалахів призвів до короткочасного, але глибокого відключення радіосигналу Землі, що призвело до втрати сигналу на частотах нижче 30 МГц. | 30 квітня - 5 травня 2024 р. |
| Спалах класу Х3.9-class flare. Спалах стався 10 травня 2024 року, о 2:54 ранку (за східним північноамериканським часом). В період з 3 по 9 травня 2024 року NASA спостерігало 82 інтенсивні спалахи. | 10 травня 2024 р.            |
| Спалахи класу Х5.8-class flare. Спалах класу Х5.8 стався 10 травня 2024 року, о 21:23 (за східним північноамериканським часом), 11 травня 2024 року, о 04:23 (за київським часом). За своєю силою спалахи перевищили рівень попередніх подібних подій поточного місяця. Прогнозується поява геомагнітної бурі та яскравих полярних сяйв навіть у помірних широтах. | 11 травня 2024 р.            |
| Спалах класу Х1.5-class flare. Стався о 07:44 (за східним північноамериканським часом), тобто о 14:44 (за київським часом). В поєднанні з попереднім спалахом класу Х5.8, на Землі прогнозується поява геомагнітної бурі та яскравих полярних сяйв навіть у помірних широтах. Див. Геомагнітна буря 2024 року. | 11 травня 2024 р.            |
| Спалах класу Х8.7-class flare. Стався о 19:51 (за київським часом). Сонце продемонструвало найінтенсивніший спалах за весь поточний 25-й сонячний 11-річний цикл, який почався у 2019 році та походив від значної плями, відомої як AR3664, що розташована на західному краю Сонця. Пляма випустила три спалахи надзвичайно високого рівня перед відходом за горизонт. Серед них були спалахи X1.7, X1.3 і колосальний X8.7, причому останній спричинив перебої в короткохвильовому зв'язку на більшій частині денної сторони Землі. Попри свою потужність, цей спалах, як очікується, не спричинить помітних полярних сяйв, оскільки потенційний викид корональної маси, пов'язаний з ним, відхилився від Землі. Геомагнітна буря, яка утворилася на Землі в результаті спалаху — була найсильнішою за останні 20 років. | 14 травня 2024 р.            |
| Спалах класу Х1.18-class flare. Спалах призвів до тимчасових порушень радіозв’язку, які спостерігали над заходом США і Тихим океаном. | 31 травня 2024 р.            |
| Спалах класу Х1.43-class flare. Спалах призвів до тимчасових порушень радіозв’язку, які спостерігали над Європою, Африкою та Азією. | 1 червня 2024 р.             |
| Спалах класу М9.7-class flare. Спалах класифікується як радіаційна буря класу S3, що становила значну біологічну небезпеку для пасажирів та екіпажів літаків, а також для астронавтів у відкритому космосі. Спалах не лише спричинив полярні сяйва в північних широтах Землі, але й вплинув на роботу короткохвильового радіозв'язку, який вийшов з ладу на освітленій Сонцем стороні планети. | 8 червня 2024 р.             |
| Спалах класу М9.3-class flare. Класифікується як геомагнітна буря класу G5, яка вплинула на роботу короткохвильового радіозв'язку в Західній Європі та Африці. | 23 червня 2024 р.            |
| Спалах класу Х1.9-class flare. Стався близько 16:30 (за київським часом). Даних про викиди сонячних мас у бік Землі — немає, але розташування вибухового центру не виключає такої можливості. | 16 липня 2024 р.             |
| Спалах класу Х1.3-class flare. Стався о 19:35 UTC (22:35 за київським часом). Під час цього спалаху також було зафіксовано викид корональної маси. Спалах спричинив перебої радіозв'язку від Північної Америки до Гавайських островів. Можлива поява полярних сяйв на середніх широтах США та Європи. | 8 серпня 2024 р.             |
| Спалах класу Х1.3-class flare. Внаслідок чергової сонячної аномалії радіозв'язок було тимчасово порушено в Африці, Європі та частині Азії. Вчені очікують, що викиди плазми, спричинені спалахом, досягнуть Землі 14 вересня, і це спричинить геомагнітні бурі рівня G2 або G3, які триватимуть ще й 15 вересня. | 12 вересня 2024 р.           |
| Спалах класу Х4.5-class flare. Спалах спричинив іонізацію верхніх шарів атмосфери Землі, спричинив тимчасові перебої в короткохвильовому радіозв'язку, особливо вплинувши на деякі регіони. Однак найпомітнішим наслідком стане магнітна буря, яка, за прогнозами, почнеться 16 вересня, досягне піку близько полудня 16 вересня і піде на спад до полудня 17 вересня. | 15 вересня 2024 р.           |
| Спалах класу Х7.1-class flare. Спалах о 18:20 (за східним часом) може мати серйозні наслідки для нашої планети. Геомагнітний шторм G1-G3 (Minor-Strong) Geomagnetic Storm Watches може очікуватися на Землі 3-5 жовтня 2024 року. | 1 жовтня 2024 р.             |
| Спалах класу M5.6-class flare. Спалах о 8:46 (за київським часом) в районі сонячної плями AR4046 — тієї ж, що за тиждень до цього, спричинила спалах найвищої категорії X і масивний корональний викид маси (CME). Цілком можливими є виникнення на Землі геомагнітних бур, порушень у роботі радіозв'язку, GPS-систем та появи північного сяйва навіть на середніх широтах. | 1 квітня 2025 р.             |
| Спалах класу Х1.2-class flare. Спалах на західному краї Сонця, випромінювання від якого може вплинути на шар атмосфери Землі, де проходять сигнали GPS і зв’язку. | 13 травня 2025 р.            |
| Спалах класу Х2.7-class flare. Спалах о 08:25 UTC (11:25 за київським часом) на східному краю Сонця в результаті вибуху активної сонячної плямистої області (AR) 4087. За даними NOAA, користувачі високочастотних радіосигналів могли відчути тимчасове погіршення або повну втрату сигналу на більшій частині освітленого Сонцем боку Землі. | 14 травня 2025 р.            |